# Silas Melson
Silas Melson (ur. 22 sierpnia 1996 w Portland) – amerykański koszykarz występujący na pozycjach rozgrywającego lub rzucającego obrońcy, obecnie zawodnik Kouvotu Kouvola.
W 2014 został wybrany najlepszym zawodnikiem szkół średnich stanu Oregon (Oregon Gatorade Player of the Year).
4 sierpnia 2019 został zawodnikiem Polpharmy Starogard Gdański. 29 sierpnia klub poinformował, że nie przeszedł on pozytywnie testów medycznych.

## Osiągnięcia
Stan na 27 stycznia 2020, na podstawie, o ile nie zaznaczono inaczej.
NCAA
- Wicemistrz NCAA (2017)
- Uczestnik rozgrywek:
  - Elite 8 turnieju NCAA (2015, 2017)
  - Sweet 16 turnieju NCAA (2015–2018)
- Mistrz:
  - turnieju konferencji West Coast (WCC – 2015–2018)
  - sezonu regularnego West Coast (2015–2018)
- Zaliczony do składu honorable mention WCC (2018)
- Zwycięzca konkursu wsadów Kraziness w Kennel (2015)